# Petrarca Rugby Padoue
Pour les articles homonymes, voir Petrarca et Petra.
Maillots
Actualités
Dernière mise à jour : 10/06/2018.
Petrarca Rugby Padoue est un club de rugby à XV vénitien basé à Padoue participant au championnat d'Italie de première division. C'est une des sections du club omnisports Fondazione Unione Sportiva Petrarca. C'est l'un des clubs les plus titrés d'Italie.

## Histoire
Le club est fondé en 1947 par Pino Bonaiti, Lalo Santini, Gastone Munaron, tous les trois élèves du Collegio Universitario Antonianum. L'équipe débute en Serie B le 5 novembre 1947. Elle obtient la promotion en première division en mars 1948. Le club fera l'ascenseur pendant une dizaine d'années avant de s'installer durablement en élite au cours des années 50.

### Années 70-80: l'âge d'or
En 1968, le nouvel entraineur est Memio Geremia. Il mène le club à son premier titre en 1969-70 après une victoire en finale contre Rovigo. C'est le premier de cinq scudetti consécutifs. En 1976-77, le club remporte un nouveau titre qui pour les observateurs est l'un des plus spectaculaires de l'histoire du rugby italien : entrainée par le Français Guy Pardiès, l'équipe effectuera tout au long de la saison une poursuite sur le tenant Rovigo, pour finalement les rejoindre au classement lors de la toute dernière journée, puis les battre lors d'une finale disputée sous un orage dantesque (un supporter meurt foudroyé).
Au cours des saisons suivantes, le club continue de jouer les premiers rôles, avec un nouveau titre en 1979-80 et une coupe d’Italie en 1981-82.
En 1982, Lucio Boccaletto devient l'entraineur du club, et en 1983-84 il remporte le titre, qui sera suivi de trois autres consécutifs sous la houlette de Vittorio Munari. Dans l'effectif de l'époque se trouvait Marzio Innocenti, l'actuel président de la fédération, mais aussi un certain David Campese, qui allait devenir champion du monde en 1991 avec les Wallabies.

### Années 90: le déclin et la renaissance
Après de très nombreux succès, commence en 1989 une période difficile pour le club qui conduit finalement le club à disputer le barrage de relégation lors de la saison 1989-90. Le club vient alors d'inaugurer le complexe sportif Memo Geremia, sur une surface de 10 ha et à la pointe de ce qui se faisait à l'époque. Le complexe porte le nom de son ancien entraineur, décédé en 1995 et initiateur du projet.
Pendant les saisons 1997-98 et 1998-99 Padoue redevient une grande équipe et remporte deux finales contre le Benetton Rugby Trévise.
À l'issue de la saison 2023-2024 qui voit le Petrarca remporter son quinzième scudetto, le président Alessandro Banzato et le directeur technique Vittorio Munari quittent leurs fonctions. L'entraineur Andrea Marcato, devenu sélectionneur de l'équipe nationale des moins de 20 ans, est lui remplacé par Victor Jiménez.

## Identité visuelle

### Logo

Évolution du logo
Logo de [Quand ?] à 2011.
Logo depuis 2011.

## Palmarès

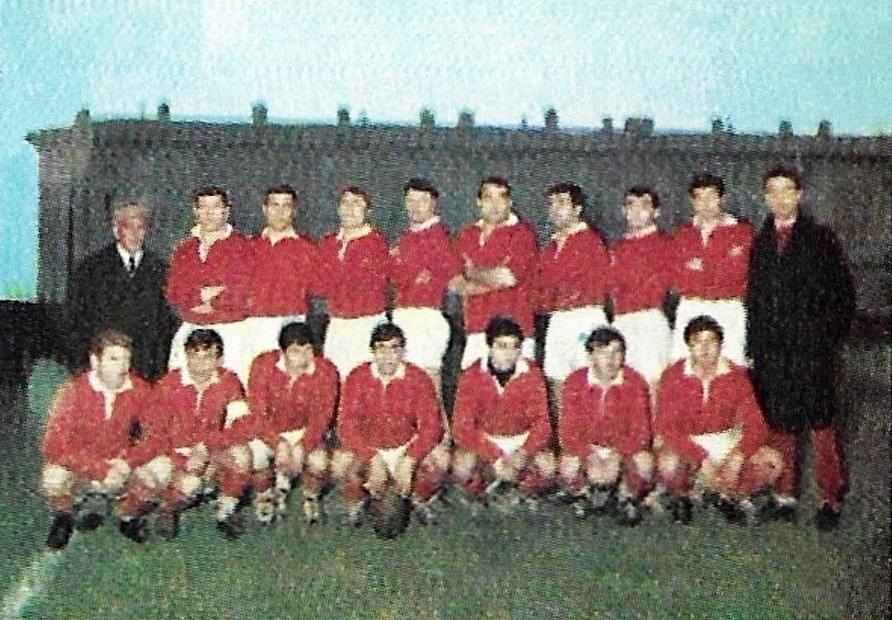
Le Petrarca Rugby Padoue en 1967.

- Champion d'Italie (15) :  1970, 1971, 1972, 1973, 1974, 1977, 1980, 1984, 1985, 1986, 1987, 2011, 2018, 2022, 2024
- Vainqueur de la coupe d'Italie (3) : 1982, 2001, 2022

### Entraîneurs
- 1968-1973 :  Memo Geremia
- 1969-1970 :  Mario Battaglini
- 1976-1985 :  Guy Pardiès
- 1988-1986 :  Pasquale Presutti
- 1992-1996 :  Pasquale Presutti
- 1999-2000 :  Michael Cheika
- 2001-2005 :  Giuseppe Artuso
- 2001-2002 :  Héctor De Marco
- 2002-2004 :  Rodolfo Ambrosio
- 2008-2009 :  George Graham
- 2007-2012 :  Pasquale Presutti
- 2012-2015 :  Andrea Moretti
- 2015-2017 :  Andrea Cavinato
- 2017-2024 :  Andrea Marcato

## Joueurs célèbres
- Mauro Bergamasco
- Mirco Bergamasco
- Marco Bortolami
- Paul Derbyshire
- Leonardo Ghiraldini
- Marzio Innocenti
- Fulvio Lorigiola
- Andrea Marcato
- Luca Martin
- Luciano Orquera
- Michele Rizzo
- David Campese
- David Knox
- Sisa Koyamaibole
- Nicky Little
- Kobus Wiese
- Stuart Grimes
- Ludovic Mercier
- Guy Pardiès